# Vô ảnh kiếm
Vô ảnh kiếm (tiếng Anh: Shadowless Sword, tiếng Hàn: 무영검; Hanja: 無影劍; Romaja: Muyeonggeom) là một bộ phim Hàn Quốc sản xuất năm 2005 với sự tham gia của Lee Seo-jin, Yoon So-yi và Shin Hyun-joon. Một bộ phim sử thi võ thuật được quay ở Trung Quốc, theo sau sự khai thác hành trình của hoàng tử cuối cùng của Vương quốc Balhae, người đã giấu danh tính của mình trong một ngôi làng nhỏ cho đến khi được kêu gọi chiến đấu với những kẻ xâm lược từ Khitan. Nó được phát hành ở Bắc Mỹ, Vương quốc Anh và Ireland bởi dòng điện ảnh mới trên DVD dưới dạng The Legend of the Shadowless Sword.

## Nội dung
Bộ phim được lấy bối cảnh sau sự sụp đổ của Sanggyeong, thủ đô của Bột Hải năm 926. Vương quốc Đông Đan phái Chucksaldan (hay còn gọi là Đội quân Đao Sát) để tìm và tiêu diệt thành viên còn lại cuối cùng của gia đình hoàng gia Balhae, hoàng tử Jeong-hyun đang lưu vong, nhằm ngăn chặn sự tái thiết có thể của Balhae. Mặt khác, tể tướng Balhae là Lim Sun-ji, gửi một nữ kiếm sĩ tài năng trẻ Yeon So-ha, đi tìm hoàng tử Jeong-hyun trước và đưa anh ta trở lại an toàn. Jeong-hyun miễn cưỡng đến và chiến đấu vì ngai vàng, vẫn còn cay đắng về cuộc lưu vong đầy khó khăn của mình. Phần còn lại của bộ phim theo sau cuộc hành trình của So-ha và Jeong-hyun khi họ chiến đấu để trở lại thủ đô, yêu nhau và Jeong-hyun liệu có thể tái tạo lại vương quốc Balhae đã sụp đổ hay không?

## Diễn viên và nhân vật
- Lee Seo-jin trong vai Dae Jeong-hyun, hoàng tử cuối cùng của Balhae.

Khi Dae Soo-hyun, thành viên cuối cùng của gia đình hoàng gia bị giết bởi Chucksaldan, tể tướng của Balhae Lim Sun-ji được nhắc lại về một nhân vật hoàng gia trong một bầu không khí đầy thương tiếc. Dae Jeong-hyun, hoàng tử cuối cùng của Balhae, người đã bị lãng quên trong trí nhớ của mọi người kể từ khi anh tham gia vào cuộc chiến tranh với quân Khiết Đan và sống lưu vong ẩn dật 14 năm trước. Bây giờ anh ta là hy vọng duy nhất.
- Yoon So-yi trong vai Yeon So-ha, chiến binh giỏi kiếm thuật nhất của Balhae.

Yeon So-ha với hình ảnh duyên dáng và thẳng thắn là nữ chiến binh tốt nhất của Palhae, người luôn mang theo một thanh kiếm vô ảnh (Mooyounggeom) và thể hiện kỹ năng kiếm thuật xuất sắc. Cô nhận nhiệm vụ đưa Daejeonghyun đến trại quân sự an toàn để biến anh thành vua của Bột Hải.
- Shin Hyun-joon trong vai Gun Hwa-pyung.

Gun Hwa-pyung là con trai của một vị tướng/quan chức của Bột Hải, người đã bị hành quyết bởi Đại Nhân Soạn, vị vua cuối cùng của Bột Hải. Gun Hwa-pyung bằng cách nào đó đã sống sót sau vụ hành quyết và đào thoát đến Khitan đang hùng mạnh. Anh và một vài kẻ đào thoát khác của Balhae đã tập hợp lại với nhau để tạo thành Chuk Ssal Dan (tức Đội quân Đao Sát). Hắn và tổ chức này dưới sự kiểm soát của một thống đốc của Dongdan. Hwa-pyung thề sẽ trả thù gia đình Hoàng gia Balhae vì đã phá giết hại cả gia đình của mình. Hwa-pyung bí mật âm mưu giết tất cả các thành viên trong gia đình hoàng gia, phản bội chủ nhân của mình, và đặt mình lên ngôi vua cũ của Balhae để làm quốc vương của một vương quốc mới. Kế hoạch này dường như không thành công với anh ta, vì anh ta thấy rằng hoàng tử cuối cùng của Balhae có một số bí mật riêng để anh chia sẻ.

## Đánh giá
Không có nhiều lịch sử ở đây. Nó chủ yếu là một bộ phim hành động với rất nhiều cảnh chiến đấu với kiếm. Hai nhân vật tốt phải chiến đấu với nhiều kẻ thù để tìm con đường trở về quê hương của họ. Chiến đấu với kiếm cũng là một điều thú vị. Phong cách chiến đấu được cách điệu với những người có thể bay trên đỉnh mái và dễ dàng bay qua nước trong hồ, sông và ao. Ba nhân vật chính được liệt kê ở trên đều tốt trong vai trò của họ.